# Alchemilla tamarae
Alchemilla tamarae é uma espécie de rosácea do gênero Alchemilla, pertencente à família Rosaceae.